# Duftit
Duftit ist ein selten vorkommendes Mineral aus der Mineralklasse der „Phosphate, Arsenate und Vanadate“. Es kristallisiert im orthorhombischen Kristallsystem mit der chemischen Zusammensetzung PbCu[OH|AsO4] und ist damit ein Blei-Kupfer-Arsenat mit zusätzlichen Hydroxidionen.
Duftit findet sich meist in Form traubiger Mineral-Aggregate oder krustiger Überzüge, entwickelt aber auch kleine, millimetergroße Kristalle von graugrüner, olivgrüner oder apfelgrüner Farbe. Die Kristalle sind durchscheinend und weisen auf den Oberflächen einen glasähnlichen Glanz auf.

## Etymologie und Geschichte

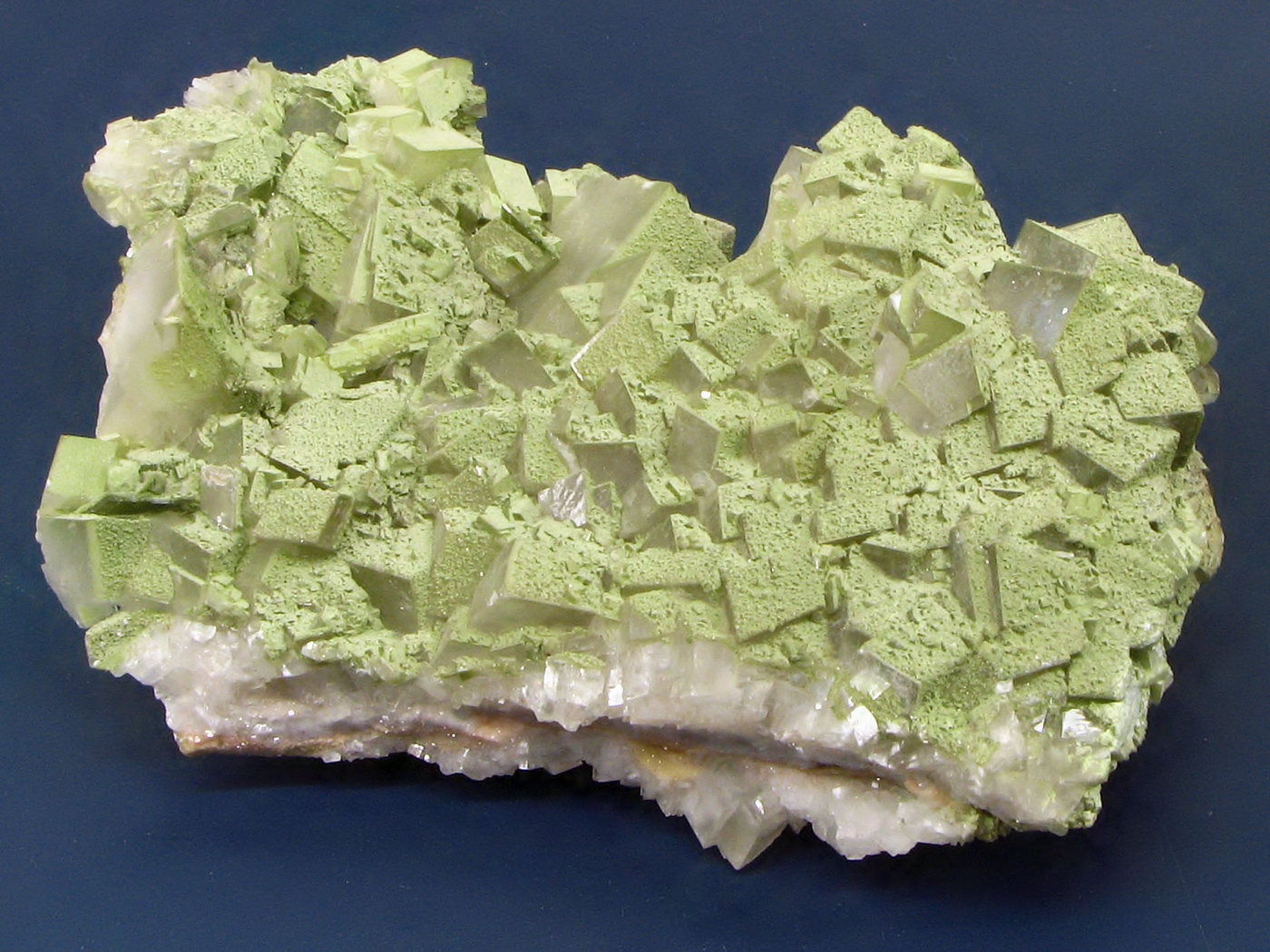
Duftit auf Calcit aus Tsumeb, Namibia – Ausgestellt im Mineralien-Museum Essen-Kupferdreh

Erstmals entdeckt wurde Duftit in der Tsumeb Mine in Namibia und beschrieben 1920 durch Otto Hermann August Pufahl (1855–1924). Er benannte das Mineral nach Gustav Duft, dem damaligen Manager der nahe Tsumeb gelegenen Otavi Mine.

## Klassifikation
In der veralteten 8. Auflage der Mineralsystematik nach Strunz gehörte der Duftit zur Mineralklasse der „Phosphate, Arsenate, Vanadate“ und dort zur Abteilung „Wasserfreie Phosphate, Arsenate und Vanadate mit fremden Anionen“, wo er gemeinsam mit Adelit, Austinit, Descloizit, Gabrielsonit, Konichalcit, Mottramit, Pyrobelonit, Tangeit und Turanit in der „Descloizit-Reihe“ mit der Systemnummer VII/B.11b steht.
In der zuletzt 2018 überarbeiteten Lapis-Systematik nach Stefan Weiß, die formal auf der alten Systematik von Karl Hugo Strunz in der 8. Auflage basiert, erhielt das Mineral die System- und Mineralnummer VII/B.26-080. Dies entspricht der Klasse der „Phosphate, Arsenate und Vanadate“ und dort der Abteilung „Wasserfreie Phosphate, mit fremden Anionen F,Cl,O,OH“, wo Duftit zusammen mit Adelit, Austinit, Cobaltaustinit, Gabrielsonit, Gottlobit, Hermannroseit, Konichalcit, Nickelaustinit und Tangeit die „Adelitgruppe“ mit der Systemnummer VII/B.26 bildet.
Die von der International Mineralogical Association (IMA) zuletzt 2009 aktualisierte 9. Auflage der Strunz’schen Mineralsystematik ordnet den Duftit in die Klasse der „Phosphate, Arsenate und Vanadate“ und dort in die Abteilung „Phosphate usw. mit zusätzlichen Anionen; ohne H2O“ ein. Hier ist das Mineral in der Unterabteilung „Mit mittelgroßen und meist großen Kationen; (OH usw.) : RO4 = 1 : 1“ zu finden, wo es zusammen mit Adelit, Arsendescloizit, Austinit, Cobaltaustinit, Gabrielsonit, Gottlobit, Konichalcit, Nickelaustinit und Tangeit die „Adelitgruppe“ mit der Systemnummer 8.BH.35 bildet.
In der vorwiegend im englischen Sprachraum gebräuchlichen Systematik der Minerale nach Dana ist der Duftit nicht gelistet.

## Kristallstruktur
Duftit kristallisiert im orthorhombischen Kristallsystem in der Raumgruppe P212121 (Raumgruppen-Nr. 19) mit den Gitterparametern a = 7,768 Å, b = 9,211 Å und c = 5,999 Å sowie vier Formeleinheiten pro Elementarzelle.

## Bildung und Fundorte

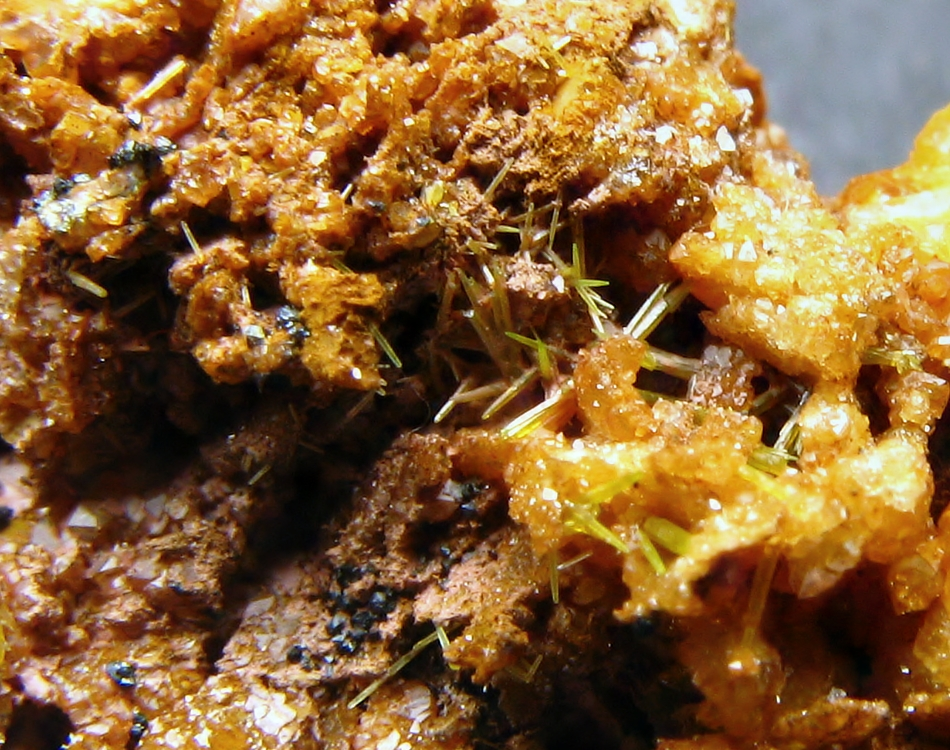
Nadeliger Duftit, Kristallgröße ca. 1 bis 2 mm aus der Grube Clara, Deutschland

Duftit bildet sich als Sekundärmineral in Kupfer-Lagerstätten. Begleitminerale sind vor allem Azurit, Malachit und andere sekundäre Kupferminerale, aber auch Bayldonit, Beudantit, Calcit, Cerussit, Mimetesit, Mottramit, Olivenit und Wulfenit.
Neben seiner Typlokalität Tsumeb wurde Duftit in Namibia noch am Gebirgspass Kupferberg und in der Kombat Mine bei Grootfontein gefunden.
Weltweit sind für das Mineral bisher (Stand: 2009) folgende Fundorte registriert: Córdoba in Argentinien; New South Wales, Northern Territory, South Australia und Western Australia in Australien; Región de Atacama in Chile; Baden-Württemberg (Schwarzwald), Bayern (Spessart), Hessen (Odenwald), Niedersachsen (Harz), Nordrhein-Westfalen (Bergisches Land), Rheinland-Pfalz und Sachsen (Erzgebirge) in Deutschland; verschiedenen Regionen in Frankreich; bei Laurion in Griechenland; England und Schottland in Großbritannien; Piemont, Sardinien und Toskana in Italien; Kyūshū in Japan; Durango in Mexiko; Kärnten und Tirol in Österreich; Niederschlesien (Měděnec) in Polen; Distrikt Beja (Cerro do Algaré Mine) in Portugal; Andalusien in Spanien; Glarus, Graubünden und Wallis in der Schweiz; Gauteng in Südafrika; Böhmen in Tschechien; Ural in Russland; mehrere Regionen der USA; sowie Mashonaland in Simbabwe.